# ふざけんじゃねぇ
『ふざけんじゃねぇ』は、日本のミュージシャン、長渕剛の16枚目のオリジナル・アルバムである。
再デビューから18年間所属した東芝EMIを離れ、フォーライフ・レコードへの移籍第一弾アルバムとして1997年9月3日にリリースされた。前作『家族』（1996年）よりおよそ1年8ヶ月ぶりにリリースされた作品であり、全作詞・作曲は長渕が担当している他、収録曲の内「金色に輝け50年」のみ作詞として僧侶の西村公朝が参加、プロデュースは長渕と瀬尾一三および笛吹利明による共同プロデュースとなっている。
レコーディングは日本国内にて行われ、長渕による初のカバー曲である坂本九の「上を向いて歩こう」（1961年）が収録されている。音楽性としてはチャランゴやフラットマンドリンの音色を多く取り入れたニューエイジ風のワールドミュージックとなっている。
長渕自身が出演したテレビ朝日系テレビドラマ『ボディーガード』（1997年）の主題歌「ひまわり」を収録している。
オリコンチャートでは最高位1位を獲得した。

## 背景
1994年の長渕本人の急病によるライブツアーの中断により、多額の負債処理が発生し所属事務所であるオフィスレンの会長、社長をはじめ社員6人が退社する事態となっていた。これを巡り、レコード会社を東芝EMIからポリグラム（ポリドール・レコード）への移籍、さらに事務所を古巣であるユイ音楽工房に戻し再出発するという計画がトップレベルで進められていた。しかし、1995年1月24日に長渕は大麻取締法違反で逮捕、後に保釈され不起訴となったが、この件で前述の計画は頓挫する事となった。
その後、東芝EMI所属のままで10月4日にはシングル「友よ」（1995年）をリリース、11月16日のマリンメッセ福岡より12月26日の東京ドームに至るまで全国9都市全9公演におよぶライブツアー「LIVE'95 ACOUSTIC ROAD Just Like A Boy」を開催、翌1996年1月1日にはアルバム『家族』（1996年）、4月30日には『家族』より「傷まみれの青春」（1996年）をシングルカットとしてリリース、同曲はフジテレビ系音楽番組『HEY!HEY!HEY! MUSIC CHAMP』（1994年 - 2012年）のエンディングテーマとして使用された。
また、同年5月25日の大阪城ホールより7月9日の鹿児島アリーナに至るまで全国10都市全14公演におよぶライブツアー「LIVE'96 KAZOKU」を開催した。ライブ開催中の6月5日には前年の東京ドーム公演の模様を記録したライブビデオ『LIVE "いつかの少年"』をリリース、10月25日には1995年と1996年の2本のライブツアーより抜粋したライブアルバム『LIVE COMPLETE '95〜96』（1996年）を20万枚限定でリリースした。
しかし、東芝EMIにとって長渕は高い売り上げを誇るミュージシャンの一人であったが、度重なるトラブルから来るマイナスイメージにより東芝EMI内部でも不要論が巻き起こっており、前述の作品を持って東芝EMIから離脱する事が決定した。
1997年に入り、1月24日にはTBS系テレビドラマ『とんぼ』（1988年）の続編であるフジテレビ系テレビドラマ『英二ふたたび』（1997年）が放送された。また、同ドラマの放送前の1月18日にはドラマのメイキングシーンや前年に開催された横浜アリーナでのライブ映像などが編集されたドキュメンタリー番組『長渕剛ふたたび』が放送された。
その後、2月27日には新たな所属レコード会社として、フォーライフ・レコードへ移籍する事が正式に決定、6月25日に前述のテレビドラマ及びドキュメンタリー番組をソフト化した作品の『英二ふたたび & 長渕剛ふたたび』をビデオ及びレーザーディスクにてフォーライフ・レコードよりリリース。7月2日には移籍第一弾となる新曲であり先行シングルの「ひまわり」（1997年）をリリース、この曲はオリコンチャートにて最高位は5位であったが、19週に渡りランキングに入り続け、ロングセラーとなった。
また、TBS系テレビドラマ『RUN』（1993年）以来4年ぶりの主演連続ドラマであるテレビ朝日系テレビドラマ『ボディーガード』（1997年）が7月10から9月18日まで放送された。しかし、平均視聴率は13.8％と前作を下回る結果となった。なお、「ひまわり」は同ドラマの主題歌として使用された。

## 録音
フォーライフ移籍第一弾となるアルバム。瀬尾一三、笛吹利明との共同プロデュース。
長渕にとって初となる他人のカバー曲である坂本九の大ヒット曲「上を向いて歩こう」（1961年）が収録されている。

## 音楽性
文芸雑誌『別冊カドカワ 総力特集 長渕剛』において音楽ライターの藤井徹貫は、「ドラマ『とんぼ』の主人公は長渕の分身であり、永遠の親友でもあるのだろう。彼が新宿の路上に倒れてから約10年。やっと書くことのできた鎮魂歌が『英二』。（中略）西村公朝と歌詞を共作している『金色に輝け50年』。坂本九のカバー『上を向いて歩こう』。（中略）原曲もジャス・アレンジだが、それとは別の解釈でのジャズ・アレンジになっている。そして、40歳の誕生日を明日に控えた心情を歌った『しあわせの小さな庭』」と述べている。
文芸雑誌『文藝別冊 長渕剛 民衆の怒りと祈りの歌』において音楽ライターの二木信は、「響き渡るシンセサイザーとパーカッション、アンデス地方のフォルクローレで使用される弦楽器・チャランゴの音色による"ひまわり"、フラットマンドリンとヴァイオリンが美しいアンサンブルを奏でる"あなたとわたしの物語"。これらは俗に言うニューエイジ風のワールド・ミュージックである。このようなニューエイジ・サウンドで「もともと自由な～」などという超現実的な歌詞があの野太いハスキー・ヴォイスで歌われるとき、自我が溶け聴覚、視覚、触覚などが一体化してしまう共感覚の領域、つまりサイケデリック・トリップへとわれわれは誘われる」と表記されている。

## リリース
アルバムは1997年9月3日にフォーライフ・レコードより、CD、カセットテープの2形態でリリースされた。

## アートワーク
本作のライナーノーツは前作に続き湯川れい子が執筆している。

## ツアー
本作を受けてのコンサートツアーは「LIVE'97 - '98 ふざけんじゃねぇ」と題し、1997年11月19日の大阪城ホールを皮切りに、翌1998年2月21日の鹿児島県奄美大島名瀬市体育館まで16都市全27公演が行われた。また、このライブツアーの模様を記録したライブビデオ『LIVE'97-'98 "ひまわり" 』が1998年9月30日にリリースされた。

## 批評
| 専門評論家によるレビュー             | 専門評論家によるレビュー |
| レビュー・スコア                     | レビュー・スコア         |
| 出典                                 | 評価                     |
| ------------------------------------ | ------------------------ |
| CDジャーナル                         | 否定的                   |
| 別冊カドカワ 総力特集 長渕剛         | 否定的                   |
| 文藝別冊 長渕剛 民衆の怒りと祈りの歌 | 肯定的                   |

- 音楽情報サイト『CDジャーナル』では、「実は相当明瞭に日本語を発語する歌い手ではあるので、妙にしゃっくり上げる唱法はないほうが自然だった気はする」と否定的な評価を下す一方で、「前作『家族』から一転、穏やかな歌声が印象的な1枚。さまざまなジレンマに苛まれ、そして達観。一皮剥けた、男・長渕剛の決意が感じられる」と肯定的な評価も下している[11]。

- 文芸雑誌『別冊カドカワ 総力特集 長渕剛』において藤井は、「アルバム全編をとおし、穏やかな空気が漂っている気がしてならない。達観への憧憬がそうさせていたのか」と否定的な評価を下している[9]。

- 文芸雑誌『文藝別冊 長渕剛 民衆の怒りと祈りの歌』において二木は、「『ふざけんじゃねぇ』という好戦的なタイトルとは裏腹に、この作品には長渕の優しさがあふれている」、「怒りをぶちまけているような不良の歌は表題曲ぐらいで、アルバムの大半は穏やかな曲調で占められている」、「（本作は）"長渕流サイケデリック・ワールド・ミュージック"の一作であろう」と肯定的な評価を下している[10]。

## 収録曲

### 一覧
全作詞・作曲: 長渕剛（特記除く）。
| #         | タイトル                                           | 作詞      | 作曲・編曲 | 編曲                                                     | 時間 |
| --------- | -------------------------------------------------- | --------- | ---------- | -------------------------------------------------------- | ---- |
| 1.        | 「いのち」                                         |           |            | 長渕剛／ストリングス・シンセサイザー・アレンジ：瀬尾一三 | 5:28 |
| 2.        | 「上を向いて歩こう」(作詞: 永六輔、作曲: 中村八大) |           |            | 笛吹利明、長渕剛                                         | 5:05 |
| 3.        | 「英二」                                           |           |            | 瀬尾一三、長渕剛                                         | 5:24 |
| 4.        | 「ひまわり」                                       |           |            | 笛吹利明、長渕剛                                         | 6:49 |
| 5.        | 「かりそめの夜の海」                               |           |            | 長渕剛                                                   | 5:29 |
| 6.        | 「あなたとわたしの物語」                           |           |            | 瀬尾一三                                                 | 6:49 |
| 合計時間: | 合計時間:                                          | 合計時間: | 35:04      |                                                          |      |

| #         | タイトル                                   | 作詞      | 作曲・編曲 | 編曲             | 時間 |
| --------- | ------------------------------------------ | --------- | ---------- | ---------------- | ---- |
| 7.        | 「しあわせの小さな庭」                     |           |            | 笛吹利明         | 6:18 |
| 8.        | 「金色に輝け50年」(作詞: 西村公朝、長渕剛) |           |            | 笛吹利明         | 6:13 |
| 9.        | 「ふざけんじゃねぇ」                       |           |            | 笛吹利明、長渕剛 | 6:27 |
| 10.       | 「涙は大切な君の友達だから」               |           |            | 笛吹利明         | 6:36 |
| 合計時間: | 合計時間:                                  | 合計時間: | 25:34      |                  |      |

### CD
全作詞・作曲: 長渕剛（特記除く）。
| #         | タイトル                     | 作詞             | 作曲      | 編曲                                                     | 時間  |
| --------- | ---------------------------- | ---------------- | --------- | -------------------------------------------------------- | ----- |
| 1.        | 「いのち」                   | 長渕剛           | 長渕剛    | 長渕剛／ストリングス・シンセサイザー・アレンジ：瀬尾一三 | 5:28  |
| 2.        | 「上を向いて歩こう」         | 永六輔           | 中村八大  | 笛吹利明、長渕剛                                         | 5:04  |
| 3.        | 「英二」                     | 長渕剛           | 長渕剛    | 瀬尾一三、長渕剛                                         | 5:23  |
| 4.        | 「ひまわり」                 | 長渕剛           | 長渕剛    | 笛吹利明、長渕剛                                         | 6:48  |
| 5.        | 「かりそめの夜の海」         | 長渕剛           | 長渕剛    | 長渕剛                                                   | 5:29  |
| 6.        | 「あなたとわたしの物語」     | 長渕剛           | 長渕剛    | 瀬尾一三                                                 | 6:49  |
| 7.        | 「しあわせの小さな庭」       | 長渕剛           | 長渕剛    | 笛吹利明                                                 | 6:17  |
| 8.        | 「金色に輝け50年」           | 西村公朝、長渕剛 | 長渕剛    | 笛吹利明                                                 | 6:12  |
| 9.        | 「ふざけんじゃねぇ」         | 長渕剛           | 長渕剛    | 笛吹利明、長渕剛                                         | 6:27  |
| 10.       | 「涙は大切な君の友達だから」 | 長渕剛           | 長渕剛    | 笛吹利明                                                 | 6:35  |
| 合計時間: | 合計時間:                    | 合計時間:        | 合計時間: | 合計時間:                                                | 60:32 |

### 曲解説

#### A面
1. いのち
2. 上を向いて歩こう
元々は坂本九の代表曲のうちのひとつ。後に『坂本九トリビュート』（1997年）にも収録されている。これ以前に1994年発売のライヴビデオ「白の情景」にも収録されており、更に同年に東芝EMIよりシングルリリースされる予定であったが、シングルは発売直前に中止になっている。
3. 英二
この曲のタイトルは、テレビドラマ『とんぼ』（1988年、TBS系列）で長渕が演じた役「小川英二」から付けられている。歌詞の中からは、長渕自身の「英二」という人物に対する憧憬とも思える描写が見える。
4. ひまわり
長渕が出演したテレビドラマ『ボディガード』（1997年、テレビ朝日系）の主題歌として書き下ろされた。
5. かりそめの夜の海
12年ぶりに、歌詞の中の一人称に「僕」を使っている。
テレビドラマ『英二ふたたび』（1997年、フジテレビ系列）の挿入歌として使用された。
6. あなたとわたしの物語

#### B面
1. しあわせの小さな庭
2. 金色に輝け50年
西村公朝の金婚式のために作曲した曲。歌謡曲調の仕上がりとなっている。
3. ふざけんじゃねぇ
曲の最後に長渕の次男の声が入っている。
4. 涙は大切な君の友達だから

## スタッフ・クレジット

### 参加ミュージシャン
- 今泉正義 - ドラムス（2曲目）
- 島村英二 - ドラムス（3,4,5,6,7,8,9,10曲目）
- 岡沢茂 - エレクトリックベース（2曲目）
- 岡沢章 - エレクトリックベース（3,5,7,8,9,10曲目）、アコースティックベース（6曲目）
- 美久月千晴 - エレクトリックベース（4曲目）
- 長渕剛 - アコースティック・ギター（1,3,4,7,8曲目）
- 笛吹利明 - アコースティック・ギター（2,5,7,9,10曲目）、チャランゴ（4,7,8曲目）、フラットマンドリン（6,7曲目）、カリンバ（7曲目）
- 高村周作 - アコースティック・ギター（2曲目）
- 矢島賢 - アコースティック・ギター（9曲目）、エレクトリックギター（3,4,5,9曲目）、エレクトリックギター・ソロ（1曲目）
- 池田雅彦 - バンジョー（9曲目）
- 中西康晴 - キーボード（1,3,4曲目）、アコースティックピアノ（1曲目）
- 竹田元 - キーボード（2曲目）
- エルトン永田 - キーボード（3,4,5,6,7,10曲目）
- 国吉良一 - キーボード（8曲目）
- 浜口茂外也 - パーカッション（4,7曲目）
- 中西俊博 - ヴァイオリン・ソロ（6曲目）
- 石橋雅一 - イングリッシュホルン（10曲目）
- 浦田恵司 - シンセサイザー・プログラマー（1,6,8曲目）
- 渋谷年治 - シンセサイザー・プログラマー（4,7,9,10曲目）
- 梅崎俊春 - シンセサイザー・プログラマー（4曲目）
- 浜田良美 - バッキング・ボーカル（2曲目）
- 長渕蓮 & The MUGIFUMI - コーラス、クラップス（9曲目）
- グレート栄田ストリングス - ストリングス（1曲目）

### スタッフ
- 長渕剛 - プロデューサー
- 瀬尾一三 - コ・プロデューサー
- 笛吹利明 - コ・プロデューサー
- 加藤謙吾 (Z's) - レコーディング・エンジニア、ミックス・エンジニア
- 笹川章光 (YEEP) - エキップメント・テクニシャン
- 阿部哲也 (Mixers Lab) - 追加エンジニア
- 中津直也 (Mixers Lab) - アシスタント・エンジニア
- 三浦健介 (Z'd) - アシスタント・エンジニア
- 法林淳一 (Sound Inn) - アシスタント・エンジニア
- 中山佳敬 (Victor Studio) - アシスタント・エンジニア
- 安田ユキノリ (Tokyu Fun) - アシスタント・エンジニア
- ボビー・ハタ - マスタリング・エンジニア
- 宮田文雄 (Music Land) - ミュージシャン・コーディネーター
- 高谷朋子 (Flying Tapirus) - プロダクション・コーディネーター
- 佐藤朋生 (Flying Tapirus) - プロダクション・コーディネーター
- ないとうみつこ (Z's) - プロダクション・コーディネーター
- 目澤哲（オフィス・レン） - ロード・マネージャー
- ふくながよしこ（オフィス・レン） - デスク・マネージャー
- 池田雅彦（フォーライフ・レコード） - A&R
- 和井内貞宣（ユイ音楽工房） - A&R
- 後藤由多加（フォーライフ・レコード） - スーパーバイザー
- 荒井博文 (Gil Produce) - アート・ディレクター、デザイナー
- 大川奘一郎 - 写真撮影
- いちかわまさかず（オフィス・レン） - エグゼクティブ・プロデューサー
- 蓮（on ふざけんじゃねぇ） - スペシャル・アピアランス
- 黒土三男 - スペシャル・サンクス
- パラダイススタジオスタッフ - スペシャル・サンクス
- 高田浩充（東芝EMI） - スペシャル・サンクス
- かねこゆたか (UMI) - スペシャル・サンクス
- NAGABUCHI TSUYOSHI CLUB - スペシャル・サンクス